# غلانديل (أريزونا)
غلينديل هي مدينة في ولاية أريزونا في الولايات المتحدة الأمريكية. و يقع فيها إحدى أشهر الملاعب الأمريكية و هو ملعب جامعة فينيكس لفريق أريزونا كاردينالز في دوري كرة القدم الأمريكية.

## التركيبة السكانية
حدّد مكتب تعداد الولايات المتحدة بيانات التركيبة السكانية لغلانديل في تعداد الولايات المتحدة. في ما يلي، التركيبة السكانية حسب تعدادي 2000 و2010.

### تعداد عام 2000
بلغ عدد سكان غلانديل 218,812 نسمة بحسب تعداد عام 2000، وبلغ عدد الأسر 75,700 أسرة وعدد العائلات 54,384 عائلة مقيمة في المدينة. في حين سجلت الكثافة السكانية 1,362.8 نسمة لكل كيلومتر مربع (3,529.6/ميل2). وبلغ عدد الوحدات السكنية 79,667 وحدة بمتوسط كثافة قدره 496.2 لكل كيلومتر مربع (1,285.2/ميل2).
وتوزع التركيب العرقي للمدينة بنسبة 75.54% من البيض و4.69% من الأمريكيين الأفارقة و1.45% من الأمريكيين الأصليين و2.74% من الأمريكيين ذوي الأصول الآسيوية و0.13% من سكان جزر المحيط الهادئ و11.97% من الأعراق الأخرى و3.47% من عرقين مختلطين أو أكثر و24.84% من الهسبانيون أو اللاتينيون من أي عرق.
بلغ عدد الأسر 75,700 أسرة كانت نسبة 43.7% منها لديها أطفال تحت سن الثامنة عشر تعيش معهم، وبلغت نسبة الأزواج القاطنين مع بعضهم البعض 53.5% من أصل المجموع الكلي للأسر، ونسبة 12.8% من الأسر كان لديها معيلات من الإناث دون وجود شريك، بينما كانت نسبة 5.6% من الأسر لديها معيلون من الذكور دون وجود شريكة وكانت نسبة 28.2% من غير العائلات. تألفت نسبة 21.3% من أصل جميع الأسر من عدة أفراد يعيشون في نفس المنزل ونسبة 5.8% كانت تتألف من شخص يعيش بمفرده يبلغ من العمر 65 عاماً أو أكثر. وبلغ متوسط حجم الأسرة المعيشية 2.85، أما متوسط حجم العائلات فبلغ 3.33.
بلغ العمر الوسطي للسكان 30.8 عاماً. وكانت نسبة 30% من القاطنين تحت سن الثامنة عشر، وكانت نسبة 10.4% بين الثامنة عشر والرابعة والعشرين عاماً، ونسبة 31.5% كانت واقعةً في الفئة العمرية ما بين الخامسة والعشرين والرابعة والأربعين عاماً، ونسبة 19.7% كانت ما بين الخامسة والأربعين والرابعة والستين، ونسبة 7% كانت ضمن فئة الخامسة والستين عاماً فما فوق. يوجد لكل 100 أنثى 99.0 ذكر، ويوجد لكل 100 أنثى في الثامنة عشر من عمرها فما فوق 96.5 ذكر.
بلغ متوسط دخل الأسرة في المدينة 30,360 دولارًا، أما متوسط دخل العائلة فبلغ 32,455 دولارًا. وكان متوسط دخل الذكور 26,010 دولارًا مقابل 22,826 دولارًا للإناث. وسجل دخل الفرد الخاص بالمدينة 12,460 دولارًا. وكانت نسبة 17.8% من العائلات ونسبة 21.5% من السكان تحت خط الفقر، وكان من هؤلاء نسبة 28.8% تحت سن الثامنة عشر ونسبة 13.6% في الخامسة والستين من العمر وما فوق.

### تعداد عام 2010
بلغ عدد سكان غلانديل 226,721 نسمة بحسب تعداد عام 2010، وبلغ عدد الأسر 79,114 أسرة وعدد العائلات 54,721 عائلة مقيمة في المدينة. في حين سجلت الكثافة السكانية 1,412.1 نسمة لكل كيلومتر مربع (3,657.3/ميل2). وبلغ عدد الوحدات السكنية 90,505 وحدة بمتوسط كثافة قدره 563.7 لكل كيلومتر مربع (1,460.0/ميل2).
وتوزع التركيب العرقي للمدينة بنسبة 67.82% من البيض و6.04% من الأمريكيين الأفارقة و1.67% من الأمريكيين الأصليين و3.91% من الأمريكيين ذوي الأصول الآسيوية و0.19% من سكان جزر المحيط الهادئ و16.41% من الأعراق الأخرى و3.96% من عرقين مختلطين أو أكثر و35.51% من الهسبانيون أو اللاتينيون من أي عرق.
بلغ عدد الأسر 79,114 أسرة كانت نسبة 39.4% منها لديها أطفال تحت سن الثامنة عشر تعيش معهم، وبلغت نسبة الأزواج القاطنين مع بعضهم البعض 46.2% من أصل المجموع الكلي للأسر، ونسبة 16% من الأسر كان لديها معيلات من الإناث دون وجود شريك، بينما كانت نسبة 6.9% من الأسر لديها معيلون من الذكور دون وجود شريكة وكانت نسبة 30.8% من غير العائلات. تألفت نسبة 24% من أصل جميع الأسر من عدة أفراد يعيشون في نفس المنزل ونسبة 6.5% كانت تتألف من شخص يعيش بمفرده يبلغ من العمر 65 عاماً أو أكثر. وبلغ متوسط حجم الأسرة المعيشية 2.82، أما متوسط حجم العائلات فبلغ 3.37.
بلغ العمر الوسطي للسكان 32.5 عاماً. وكانت نسبة 28% من القاطنين تحت سن الثامنة عشر، وكانت نسبة 11.4% بين الثامنة عشر والرابعة والعشرين عاماً، ونسبة 26.9% كانت واقعةً في الفئة العمرية ما بين الخامسة والعشرين والرابعة والأربعين عاماً، ونسبة 24.6% كانت ما بين الخامسة والأربعين والرابعة والستين، ونسبة 9.2% كانت ضمن فئة الخامسة والستين عاماً فما فوق. وتوزع التركيب الجنسي للسكان بنسبة 49.1% ذكور و50.9% إناث.

## توأمة
لغلانديل (أريزونا) اتفاقيات توأمة مع:
- ميمينجين (1976 - )

## أعلام
- هارولد ايفرت هيوز
- مارتي روبينز
- أنجل غودريتش
- توم غرينفيلد
- ريتشارد ماهوني
- هاري إم. وودز
- مارثا جوي غوتفريد
- مارغريت بيليجريني
- سالفيستر إس. هيريرا
- ليه هورفاث